# Дело Новодворской

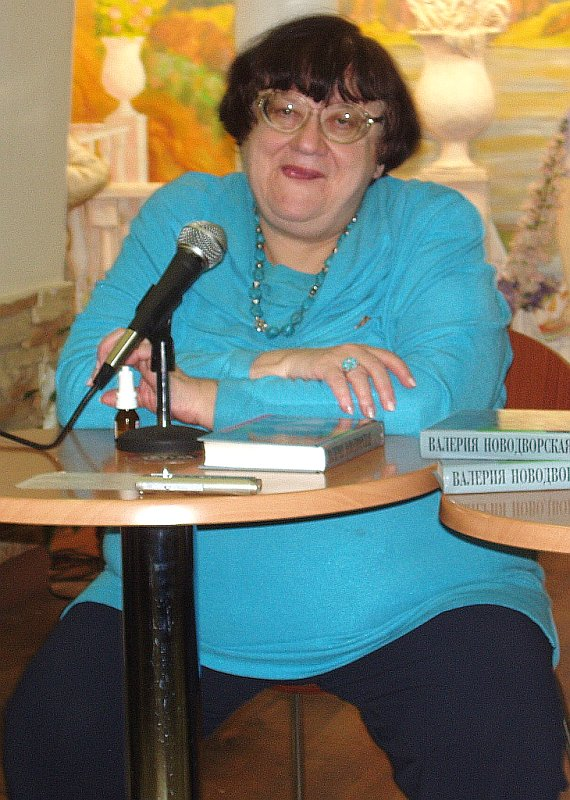
Валерия Новодворская, 2009 год

«Де́ло Новодво́рской» — уголовное дело по факту публикации статей в газете «Новый взгляд», которые, по мнению обвинения, оскорбляли русский народ.
Это было вторым уголовным делом против журналиста в России. Первым обвинённым журналистом был Ярослав Могутин: уголовное дело было возбуждено в 1993 году Пресненской прокуратурой после того, как та же газета «Новый взгляд» опубликовала его интервью с Борисом Моисеевым.

## Уголовное дело

### Первый этап
19 марта 1994 года Краснопресненская прокуратура начала проверку деятельности Валерии Новодворской по статьям 71 и 74 УК РСФСР («пропаганда гражданской войны» и «разжигание межнациональной розни»).

### Второй этап
Публикации привели к тому, что 27 января 1995 года генеральной прокуратурой РФ было возбуждено уголовное дело (№ 229120) по признакам составов преступлений, предусмотренных ст. 71 ч. 1 ст. 74 УК РСФСР.
Поводом к возбуждению дела, согласно официальному письму, стали выступления автора в газете «Новый взгляд». Указывалось, что в статье «Не отдадим наше право налево» (за номером 119 от 28 августа 1993 года) Новодворская «умышлено унижала национальную честь и достоинство русского населения Латвии и Эстонии», пропагандировала идею о неполноценности по национальному признаку, печатно утверждая, что русских «нельзя с правами пускать в европейскую цивилизацию. Их положили у параши и правильно сделали».

В статье «Россия N 6», опубликованной в номере 1 от 15 января 1994 года, ею, В. И. Новодворской, умышленно унижается достоинство русских путём утверждения «о маниакально-депрессивном психозе» как неотъемлемой черте русского характера, определяющей всю историю народа. Во всех материалах, подготовленных и подписанных Новодворской, опираясь на тенденциозно подобранные факты и измышления об образе жизни, исторической роли, культуре, нравах и обычаях лиц русской национальности, путём необоснованных выводов и ложных логических посылок умышленно воздействовала на познавательный компонент социальных установок широкой аудитории и, на этой основе, влияя на её эмоционально-оценочные отношения к проблемам межнациональных отношений, формировала негативное отношение к гражданам русской нации и её представителям, пропагандируя их неполноценность по признаку отношения к национальной принадлежности, унижая их национальные честь и достоинство, целенаправленно возбуждая межнациональную вражду и рознь, способствуя ухудшению межнациональных отношений на внутри- и межгосударственных уровнях.

Таким образом, Новодворская — с позиций обвинения — совершила преступление, предусмотренное ч. 1 ст. 74 УК РСФСР.
9 апреля 1996 года вынесено постановление о прекращении уголовного дела в части, касающейся ст. 71 УК РСФСР.
Привлечённая и допрошенная Новодворская свою вину не признала и «показала, что Уголовный кодекс не предусматривает ответственности за критическое отношение к политическому, моральному и культурному состоянию собственного народа». Тем более, как подчеркнула колумнист «Нового взгляда» Новодворская, закон не запрещает критически анализировать собственную историю.

Смягчающих и отягчающих вину Новодворской обстоятельств, указанных в ст. 38 и ст. 39 УК РСФСР, соответственно, — нет. На основании изложенного, Валерия Ильинична Новодворская, 17 мая 1950 года рождения, русская, уроженка города Барановичи Брестской области Белорусской ССР, образование высшее, не замужем, помощник депутата Борового, журналист, эксперт партии Экономической Свободы, прописана по адресу: <…> обвиняется в том, что она совершила умышленные действия, направленные на возбуждение национальной вражды и розни, пропаганду неполноценности граждан по признаку отношения к национальной принадлежности.:45

В соответствии с правовыми нормами (ст. 207 УПК РСФСР) материалы «дела Новодворской» были направлены прокурору города Москвы. Однако 8 августа 1995 года прокуратурой Центрального округа Москвы дело было закрыто.
Редакция прекратила сотрудничество с радикальной журналисткой, поскольку её чрезмерно экстравагантные заявления и позиция по так называемому «чеченскому вопросу» не вызывали взаимопонимания у членов редколлегии, хотя сама Новодворская (на страницах «Собеседника») намекала на вмешательства спецслужб. В интервью британскому телеканалу «BBC One» главный редактор газеты Евгений Додолев прокомментировал аннулирование контракта с экстремальным колумнистом лаконично: «Это больше не смешно» (англ. It’s not funny anymore. Not at all). И добавил, что публикации Лимонова и Проханова в «Новом взгляде» не могут сбалансировать «радикально-либеральный элемент».

## Защита обвиняемой
По итогам расследования прокуратура предъявила Новодворской обвинение по ст. 74 ч. 1 УК России (действия, направленные на умышленное возбуждение национальной вражды или розни, на унижение национальной чести и достоинства). Основание — экспертные заключения Института психологии Российской академии наук. В них делался однозначный вывод о том, что суждения Новодворской, содержащиеся в представленных материалах, разжигают межнациональную рознь и унижают национальное достоинство. Однако адвокат лидера ДС Генри Резник с этим не был согласен:

Он считает, что в действиях Новодворской «нет прямого умысла на совершение преступления». По мнению адвоката, Новодворская в своих статьях лишь высказывала своё мнение по поводу тех отрицательных качеств русского человека, о которых до неё заявляли Петр Чаадаев, Николай Гоголь, Александр Пушкин и Владимир Ульянов (Ленин). Кроме того, Резник считает, что следователь прокуратуры, назначая экспертизы, необоснованно предложил специалистам оценить тексты Новодворской целиком, вместо того, чтобы попросить их проанализировать её конкретные высказывания. Таким образом, утверждает адвокат, эксперты, а не следователи выискивали в публикациях Новодворской состав преступления. Это, по мнению Резника, противоречит УПК России. В самом же постановлении о возбуждении уголовного дела не содержится конкретных высказываний Новодворской, а лишь выводы экспертов и общие фразы.

Обратив внимание на указанные огрехи, адвокат заявил ходатайство о прекращении дела.
Из заявления Русского ПЕН-центра:

Согласно Хартии Международного ПЕН-клуба, писатель или журналист, который в своих произведениях призывает к войне и разжигает межнациональную рознь, не может рассчитывать на защиту Международного ПЕН-клуба, если он привлекается за это к уголовной ответственности. Однако, именно потому, что Русский ПЕН-центр не усматривает в художественных произведениях Новодворской выдвинутых обвинений, и более того, убежден в том, что дело Новодворской сфабриковано с целью дискредитации одного из основных прав человека на свободу слова и творчества, Русский ПЕН-центр считает своим долгом выступить в защиту Валерии Новодворской. Во всех своих материалах Валерия Ильинична Новодворская предстает перед нами как яркий талантливый художник с явно обостренным гиперболизированным чувством боли и страданий за народ, частью которого она себя ощущает. Все претензии к ней, связанные якобы с оскорблением русских, России, Родины, абсолютно необоснованны. Обвинители забывают о праве на свободную критику. Считаем необходимым напомнить слова Виссариона Белинского о том, что «тот, кто любит свою Родину, тот особенно ненавидит её недостатки». Мы не будем вдаваться в подробности тех литературных форм и приемов, которыми так блистательно владеет Валерия Новодворская, но мы хотим сказать о том, что процесс над Новодворской из процесса над художественным словом в мгновение ока превратился в политический процесс. Мы считаем, что дело Новодворской — очередной пробный камень в попытке наступления национал-большевизма и коммунистов на интеллигенцию, которая не может представить себя без права на самовыражение. Методы фабрикации дела Валерии Новодворской заставляют нас вспомнить политические процессы недавнего тоталитарного прошлого, инспирировавшиеся тайной полицией 5-го идеологического отдела КГБ.

Из обращения, направленного Координационным Совещанием правозащитных организаций в честь 20-летия Московской Хельсинкской группы в адрес Председателя Верховного Совета Республики Беларусь:

Обвинение поражает своей абсурдностью: в качестве пропагандистских материалов, преследующих цель посеять межнациональную вражду, фигурируют не листовки или плакаты ДСР, а статьи Новодворской, написанные в жанре художественно-публицистического эссе. Уголовно наказуемой становится литературная форма: сарказм, гротеск, стилистические фигуры, образность. Подсудными оказываются критические суждения о чертах русского национального характера, высказывавшиеся дотоле лучшими сынами России… Валерия Новодворская — убежденный антикоммунист и антифашист. Неприятие этих форм тоталитарной идеологии и практики она выражает во всех своих, в том числе и инкриминируемых ей статьях. В свете этих обстоятельств привлечение Новодворской к уголовной ответственности не может быть расценено иначе как преследование по политическим мотивам. Свобода мысли и слова — фундаментальное право человека, главное завоевание демократических перемен в жизни России. Посягательство на него — тягчайшее нарушение Конституции Российской Федерации и общепризнанных международно-правовых норм.

## Итог
Прокуратура Северо-Западного округа Москвы прекратила уголовное дело «за отсутствием состава преступления» в начале июня 1997 года.
Обвиняемая выпустила книгу «Прощание славянки» (ISBN 978-5-8159-0893-2), куда вошли публикации из газеты «Новый взгляд», материалы дела и речи.